# Pau Cin Hau
Pau Cin Hau é o fundador e o nome de uma religião seguido por alguns falantes de Tedim e de  Hakha no estado de Chin e Kale em Sagaing (região) do noroeste de Myanmar.
Pau Cin Hau nasceu em Tedim (Tiddim) em 1859; e viveu até 1948. Ele iniciou um movimento religioso baseado no culto de um deus conhecido como "Pasian"
Ele também inventou um sistema de escrita conhecido como "Tual lai" ('escrita local') ou "Zotuallai", hoje chamada escrita pau cin hai; Há um alfabeto baseado nessa escrita logográfica.
A religião de Pau Cin Hau é também conhecida como "Laipian" ("religião de escrita"), e Pau Cin Hau é também conhecido como "Laipianpa" ('criador da religião da escrita').